# Zoneamento

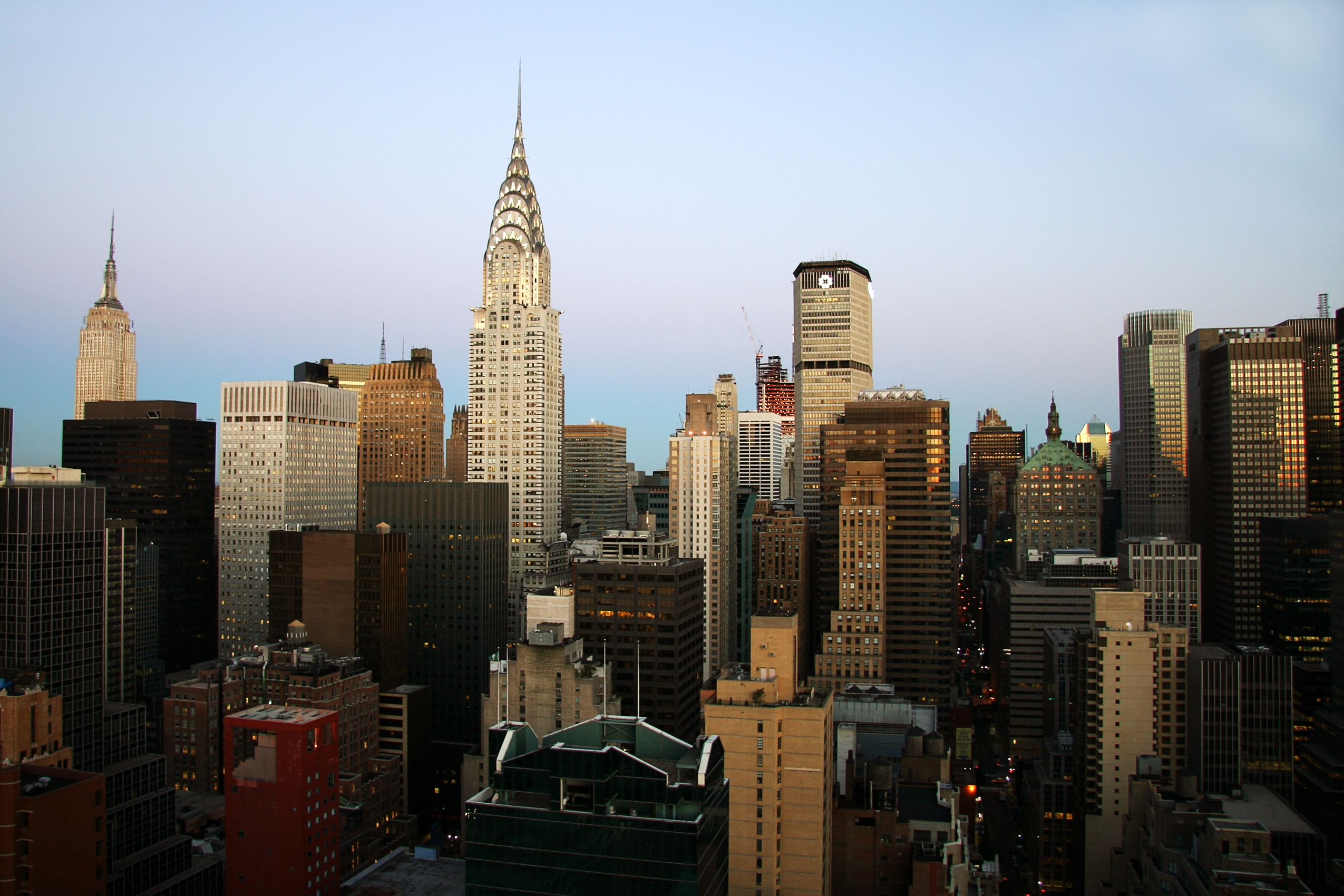
Manhattan, Nova York. Por ser o principal centro financeiro da cidade, concentra uma enorme densidade de arranha-céus.

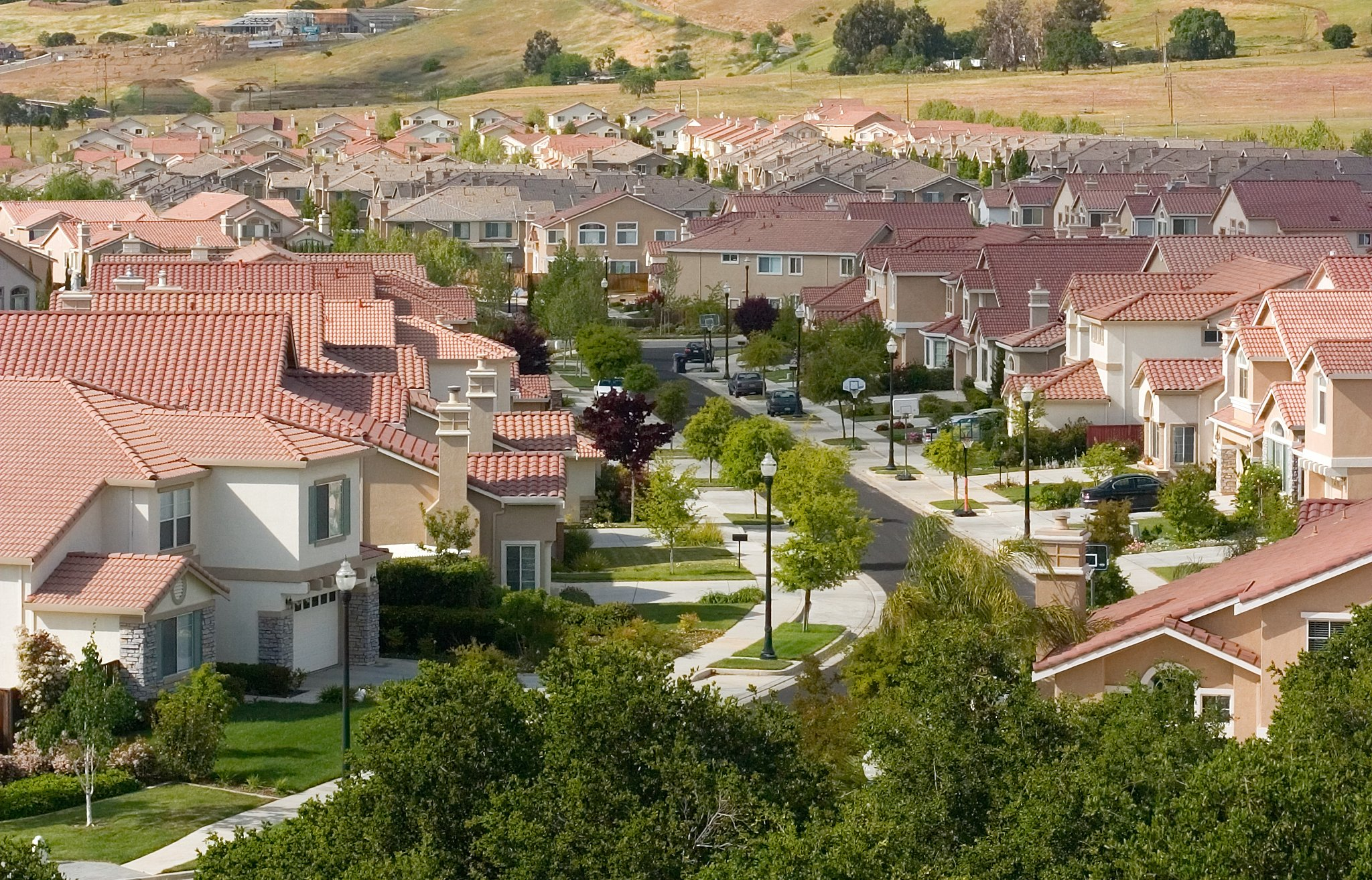
Subúrbio de San José, área predominantemente residencial.

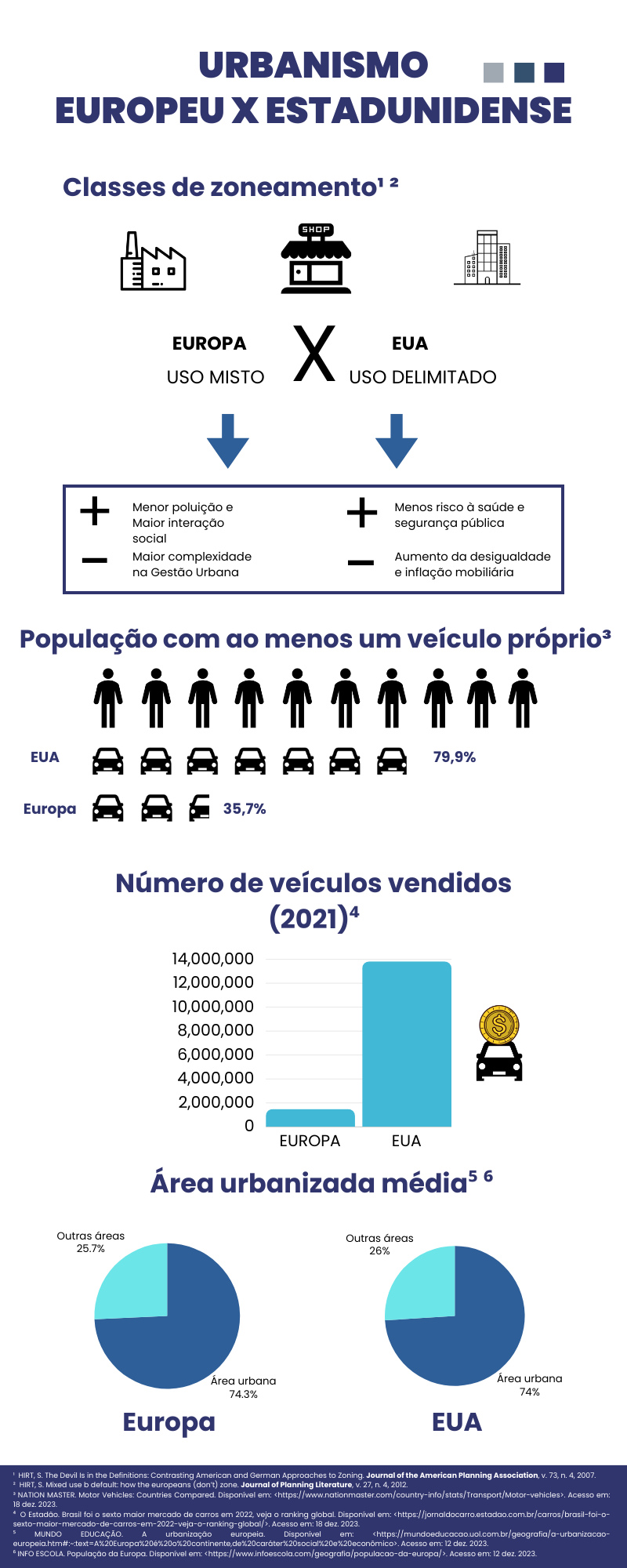
Diferenças entre os zoneamentos europeu e estadunidense para a mobilidade da população.

Zoneamento é um tradicional instrumento do planejamento urbano, profundamente difundido durante o século XX, caracterizado pela aplicação de um sistema legislativo (normalmente em nível municipal) que procura regular o uso e ocupação do solo urbano por parte dos agentes de produção do espaço urbano, tais como as construtoras, incorporadoras, proprietários de imóveis e o próprio Estado.
Normalmente, as leis de zoneamento restringem o tipo de estrutura a ser construída em um dado local com base em:
- Função: as diferentes zonas limitam uma dada área da cidade para certo tipo de estrutura. Zonas podem ser, normalmente, residenciais, comerciais, industriais ou mistas. Zonas residenciais permitem a ocupação do solo urbano somente para uso residencial, zonas comerciais apenas para uso comercial e zonas industriais apenas para uso industrial. Zonas mistas permitem o uso de residencial e comercial (e eventualmente o industrial de baixa incomodidade) do terreno.
- Taxa de ocupação e Coeficiente de aproveitamento: diferentes zonas limitam o número de pavimentos que as estruturas a serem construídas podem vir a ter. Tal limite surge da divisão entre o coeficiente de aproveitamento máximo estipulado para uma região e a taxa de ocupação do lote urbano definido para ela.
- Gabarito: corresponde à limitação efetiva do tamanho das construções (expressa, normalmente, em números absolutos).
- Número de ocupantes: as várias zonas limitam a construção de estruturas baseado no número de habitantes ou trabalhadores a ocupar a área. Por exemplo, ruas próximas a grandes shopping-centers e arranha-céus podem ficar congestionadas por causa do grande número de pessoas que entram e saem da dada estrutura. Também chamado zoneamento por densidade.

## Zoneamento urbano e ambiental
Zoneamento urbano e ambiental é um método de proteção a territórios particulares. Há basicamente o zoneamento ambiental, zoneamento industrial e zona de reserva ambiental. O zoneamento ambiental objetiva controlar a utilização do solo e definir as atividades permitidas nele. Ocorre sob intervenção do Estado, que legalmente busca o desenvolvimento integrado com a proteção ambiental, o dito desenvolvimento ecológicamente sustentável.
Zoneamento urbano
O zoneamento procura promover mudanças nos padrões de produção e consumo da cidade, com a finalidade de diminuir os custos e os desperdícios e também implantar formas sustentáveis de extrair recursos naturais para as cidades.